# Zsolt Borkai
Zsolt Borkai (Győr, 31 augustus 1965) is een Hongaars turner. 
Borkai werd in 1987 gedeeld wereldkampioen op het paard voltige samen met Dmitri Bilozertsjev.
Een jaar later tijdens de Olympische Zomerspelen 1988 won Borkai de gouden medaille op het paard voltige wederom gedeeld met Bilozertsjev en verder met Ljoebomir Geraskov.
Borkai was van 2010 tot en met 2017 voorzitter van het Hongaarse Olympische Comité.
Borkai was burgemeester van zijn geboortestad Győr van 2006 tot 2019, Borkai is lid van de partij Fidesz.
In oktober 2019 publiceerde een anonieme blogger een video en foto's van Zsolt Borkai en enkele andere personen en prostituees die een seksfeestje hielden aan boord van een luxejacht in de Adriatische Zee. Hij werd ook beschuldigd van drugsmisbruik en corruptie. Borkai gaf zijn betrokkenheid bij de feestje toe, maar ontkende drugsgebruik en corruptie. Ondanks het schandaal won hij de burgemeestersverkiezingen met 641 stemmen. Minder dan een maand later kondigde Borkai echter aan dat hij ontslag zou nemen als burgemeester en Fidesz zou verlaten. 

## Resultaten

### Olympische Zomerspelen
| Jaar | Plaats | Resultaten                                    |
| ---- | ------ | --------------------------------------------- |
| 1988 | Seoel  | op het paard voltige 6e in de landenwedstrijd |

### Wereldkampioenschappen turnen
| Jaar | Plaats    | Resultaten                        |
| ---- | --------- | --------------------------------- |
| 1987 | Rotterdam | op paard voltige · aan de rekstok |

1896: Louis Zutter ·
1904: Anton Heida ·
1924: Josef Wilhelm ·
1928: Hermann Hänggi ·
1932: István Pelle ·
1936: Konrad Frey ·
1948: Paavo Aaltonen, Veikko Huhtanen, Heikki Savolainen ·
1952: Viktor Tsjoekarin ·
1956: Boris Sjachlin ·
1960: Eugen Ekman, Boris Sjachlin ·
1964: Miroslav Cerar ·
1968: Miroslav Cerar ·
1972: Viktor Klimenko ·
1976: Zoltán Magyar ·
1980: Zoltán Magyar ·
1984: Li Ning, Peter Vidmar ·
1988: Dmitri Bilozertsjev, Zsolt Borkai, Ljoebomir Geraskov ·
1992: Pae Gil-su, Vitali Tsjerbo ·
1996: Donghua Li ·
2000: Marius Urzică ·
2004: Teng Haibin ·
2008: Xiao Qin · 
2012: Krisztián Berki · 
2016: Max Whitlock · 
2020: Max Whitlock · 
2024: Rhys McClenaghan